# Jelani Alladin
Jelani Alladin (New York, 6 agosto 1992) è un attore statunitense.

## Biografia
Alladin è nato a Brooklyn e ha frequentato le scuole superiori a New Canaan, in Connecticut. Dopo aver cominciato a recitare nella compagnia teatrale della scuola, Alladin ha studiato recitazione e canto alla New York University.
Dopo aver recitato per alcuni anni nel circuito regionale in opere di prosa e musical come Choir Boy e The History Boys, nel 2018 ha fatto il suo debutto a Broadway nella riduzione teatrale di Frozen - Il regno di ghiaccio, in cui interpretava il co-protagonista Kristoff; l'anno successivo ha interpretato l'eponimo protagonista nell'adattamento teatrale di Hercules. Attivo anche in campo televisivo, Alladin ha recitato in diversi episodi di FBI, The Walking Dead: World Beyond e Law & Order - Unità vittime speciali.
Alladin è dichiaratamente gay.

## Filmografia

### Cinema
- Respect, regia di Liesl Tommy (2021)
- Tick, Tick... Boom!, regia di Lin-Manuel Miranda (2021)

### Televisione
- The Weirdos Next Door – serie TV, episodio 5x03 (2017)
- FBI – serie TV, episodio 2x17 (2020)
- The Walking Dead: World Beyond – serie TV, 9 episodi (2020-2021)
- Law & Order - Unità vittime speciali – serie TV, episodio 22x03 (2020)
- Compagni di viaggio (Fellow Travelers) – miniserie TV (2023)

## Teatrografia parziale
- Annie, libretto di Thomas Meehan, testi di Martin Charnin, colonna sonora di Charles Strouse, regia di John Saunders. The Mac-Haydn Theatre di Chatham (2011)
- The King and I, libretto di Oscar Hammerstein II, colonna sonora di Richard Rodgers, regia di Karla Shook. The Mac-Haydn Theatre di Chatham (2011)
- Jekyll & Hyde, libretto di Leslie Bricusse, testi di Steve Cuden, colonna sonora di Frank Wildhorn, regia di John Saunders. The Mac-Haydn Theatre di Chatham (2011)
- Swing!, libretto e colonna sonora di Paul Kelly, regia di Kelly Shook. The Mac-Haydn Theatre di Chatham (2011)
- Grease, libretto e colonna sonora di Jim Jacobs e Warren Casey, regia di John Saunders. The Mac-Haydn Theatre di Chatham (2011)
- Carousel, libretto di Oscar Hammerstein II, colonna sonora di Richard Rodgers, regia di John Saunders. The Mac-Haydn Theatre di Chatham (2011)
- Madame Infamy, libretto di JP Vigliotti, colonna sonora di Cardozie Jones e Sean Willis, regia di Carlos Armesto. Alice Friffin Jewel Box Theatre di New York (2014)
- Macbeth, di William Shakespeare, regia di Kenneth Branagh. Park Avenue Armory Drill Hall di New York (2014)
- Choir Boy, di Tarell Alvin McCraney, regia di Kent Gash. Studio Theatre di Washington, Company Boyer Theatre di Mill Valley (2015)
- The History Boys, di Alan Bennett, regia di J. Barry Lewis. Palm Beach Dramaworks di Palm Beach (2015)
- Josephine, libretto di Ellen Weston e Mark Hampton, testi di John Bettis, colonna sonora di Steve Dorff, regia di Joey McKeenly. Mertz Theatre di Sarasota (2016)
- The Lightning Thief, colonna sonora di Rob Rokicki, libretto di Joe Tracz, regia di Stephen Brackett. Lucille Lorter Theatre dell'Off-Broadway (2017)
- Sweetee, di Gail Kriegel, regia di Patricia Birch. Signature Center di New York (2017)
- Frozen, libretto di Jennifer Lee, colonna sonora di Kristen Anderson-Lopez e Robert Lopez, regia di Michael Grandage. St. James Theatre di Broadway (2018)
- Nassim, di Nassim Soleimanpour, regia di Omar Elerian. New York City Center dell'Off-Broaway (2018)
- Hercules, libretto di Kristoffer Diaz, testi di David Zippel, colonna sonora di Alan Menken, regia di Lear deBessonet. Delacorte Theatre dell'Off-Broadway (2019)

## Riconoscimenti
- Drama Desk Award
  - 2018 – Candidatura al miglior attore in un musical per Frozen
- Drama League Award
  - 2018 – Candidatura alla miglior performance per Frozen

## Doppiatori italiani
Nelle versioni in italiano delle opere in cui ha recitato, Jelani Alladin è stato doppiato da:
- Paolo Vivio in The Walking Dead: World Beyond
- Riccardo Scarafoni in Compagni di viaggio